# Gérard Cherqui
Gérard Cherqui est un acteur, scénariste et réalisateur français pour le cinéma et la télévision.

## Filmographie

### Comme acteur
- 1988 : Piece of Cake d'Ian Toynton
- 1989 : Aller à Dieppe sans voir la mer de Nicolas Errèra
- 1994 : Parfum de meurtre de Bob Swaim
- 1995 : L'entretien de Marc Mechain
- 1995 : Le fils de Gascogne de Pascal Aubier
- 1996 : 15 sans billets de Samuel Tasinaje
- 2002 : Jean Moulin, de Yves Boisset (TV)
- 2006 : L'Affaire Villemin de Raoul Peck
- 2007 : La Vie d'artiste de Marc Fitoussi
- 2017: A Fond : Gendarme Ping-Pong
- 2019 : Un avion sans elle de Jean-Marc Rudnicki (TV)

### Comme scénariste et réalisateur
- 1991 : Vers quoi vers où

## Théâtre
- 1997 : Électre de Jean Giraudoux, mise en scène Mariamne Merlo, Théâtre 95 Cergy-Pontoise
- 1999 : L'Île des morts, Le Gardien de tombeau d'après August Strindberg et Franz Kafka, mise en scène Frédéric Fisbach, Studio-Théâtre de Vitry-sur-Seine